# 다이나이트로톨루엔
다이나이트로톨루엔(Dinitrotoluene) 또는 디니트로톨루엔은 톨루엔에 나이트로기 두 개가 치환된 물질이다.
- 2,3-다이나이트로톨루엔
- 2,4-다이나이트로톨루엔
- 2,5-다이나이트로톨루엔
- 2,6-다이나이트로톨루엔
- 3,4-다이나이트로톨루엔
- 3,5-다이나이트로톨루엔

| Disambiguation icon | 이 문서는 명칭이 같은 여러 화합물을 연결하는 색인 문서입니다. |